# 范剑青
范剑青（1962年—），美籍华裔统计学家、計量經濟學家、数据科学家，现任香港中文大學（深圳）人工智能學院院長。曾任普林斯顿大学Frederick L. Moore '18金融教授，复旦大学大数据学院院长。其研究领域包括非参数建模、非线性时间序列、生物统计学、生存分析、广义线性模型、小波分析、计量金融学、风险管理等。

## 生平
范剑青出生于福建莆田县新度镇，1978年考入复旦大学数学系，1982年获学士学位。此后进入中国科学院应用数学研究所攻读硕士学位，师从统计学家方开泰。1985年毕业，后赴美国加州大学伯克利分校留学，师从著名统计学家戴维·多诺霍（David L. Donoho）与彼得·比克尔（Peter J. Bickel）。1989年获博士学位。毕业后前往北卡罗来纳大学教堂山分校任教。后又任教于香港中文大学、加州大学洛杉矶分校。2000年出任香港中文大学统计学系主任。2003年起任普林斯顿大学教授。 2015年起任复旦大学大数据学院院长。2025年起任香港中文大學（深圳）人工智能学院首任院长。

## 荣誉
是国际统计学会会士（1995年）、国际数理统计学会会士（1997年）、美国统计学会会士（1999年）、美国科学促进会会士（2005年）、中央研究院院士（2012年）。他获得过统计学界最高奖“考普斯会长奖”（2000年）、洪堡研究奖（2006年）、世界华人数学家大会晨兴数学金奖（2007年）等众多奖项。